# Letališče Nahičevan
Letališče Nahičevan (IATA: NAJ, ICAO: UBBN) je letališče v Azerbajdžanu, ki primarno oskrbuje Nahičevan.